# Dobre poteze
Dobre poteze (izvirno All the Right Moves) je drama iz leta 1983. Film je režiral Michael Chapman, producentsko vlogo sta prevzela Gary Morton in Stephen Deutsch. V glavnih vlogah so se pojavili Tom Cruise, Craig T. Nelson, Lea Thompson, Chris Penn in Gary Graham. Film so snemali na lokaciji v času medšolske sezone ameriškega nogometa v Johnstownu in Pittsburghu, oboje Pensilvanija.

## Vsebina
Stefen »Stef« Djordjevic (Tom Cruise) igra ameriški nogomet za svojo srednjo šolo. V šolski ekipi je eden najobetavnejših igralcev in si želi z igranjem ameriškega nogometa prislužiti univerzitetno štipendijo, s katero bi pobegnil iz gospodarsko slabo stoječega mesteca Ampipe. Ampipe je zaspano mesto nekje v Pensilvaniji, čigar gospodarstvo temelji na največjem mestnem podjetju, jeklarskem velikanu American Pipe & Steel. Situacija je še toliko slabša, ker je jeklarstvo v začetku 1980. let doživljalo veliko recesijo.
Večina filma se dogaja po koncu pomembne tekme proti neporaženi srednješolski ekipi Walnut Heights High School. Čeprav je bil pritisk šole, meščanov in igralcev samih pred tekmo visok - vsi so pričakovali zmago, je tekmo s preobratom in zadetkom v zadnji sekundi tekme dobila srednja šola Walnut Heights. Po tekmi začne trener Nickerson (Craig T. Nelson) za poraz kriviti igralca, ki mu je v najbolj kritičnem trenutku tekme žoga padla iz rok. Ko se Stefen upre takšnemu trenerjevemu obnašanju in se odloči zaščititi soigralca, se med Stefenom in trenerjem razplamti prepir. V trenutku afekta Stefen trenerja okrivi za poraz, trener pa mu vrne s tem, ko ga izključi iz ekipe.
Po tekmi se Stefen vrača domov z razočaranimi navijači Ampipa, ki so besni na trenerja Nickersona, ker se je v izdihljajih tekme odločil povleči napačno potezo in s tem ekipo obsodil na poraz. V besu se navijači ustavijo pred trenerjevim domom in se maščujejo s tem, ko mu fasado popišejo s sovražnimi slogani, predrejo avtomobilske pnevmatike in pred vhodna vrata obesijo mrtvega ptiča. Stefen prav tako sodeluje pri tem vandalizmu, a je od vseh še najbolj mil in zgolj naokoli razmeče smeti iz trenerjevega smetnjaka. Na veliko smolo ga trener prepozna in mu tako nekaj dni kasneje ne odobri povratka v moštvo, čeprav ga gre Stefen osebno prosit.
Stefen sčasoma ugotovi, da ga trener onemogoča, saj nikjer ne more dobiti štipendije in na nobeni univerzi ne dobi mesta. Ko se sooči z njim, ne uspeta rešiti spora, a nato Stefenu pomaga njegova punca Lisa (Lea Thompson), ki se pogovori s trenerjevo ženo in se ji še ona opraviči. Trener Nickerson naposled ugotovi svojo zmoto in se vendarle odloči Stefenu odpreti vrata v boljšo prihodnost. Stefen je namreč medtem že zaključil s srednjo šolo in se je v brezizhodnem položaju zaposlil v lokalni jeklarni. Po koncu prvega delovnega dne ga Nickerson obišče in mu ponudi polno štipendijo na strojni univerzi California Polytechnic. Stefen je nad to trenerjevo gesto navdušen in jo nemudoma sprejme, s čimer tudi postane novi stari član njegovega moštva, saj so trenerju na tej univerzi ponudili mesto trenerja.

## Igralska zasedba
- Tom Cruise - Stefen »Stef« Djordjevic
- Craig T. Nelson - Nickerson
- Lea Thompson - Lisa Lietzke[2]
- Charles Cioffi - Pop
- Gary Graham - Greg
- Paul Carafotes - Salvucci
- Chris Penn - Brian
- Sandy Faison - Suzie
- James A. Baffico - Bosko
- Mel Winkler - Jess Covington
- Walter Briggs - Rifleman
- George Betor - Tank
- Leon - Shadow
- Terry O'Quinn - Freeman Smith